# Pedro Montenegro Onel

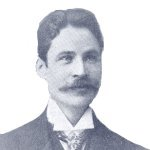
Pedro Montenegro.

Pedro Nicolás Montenegro Onel (Los Andes, 1872 - Santiago, 6 de noviembre de 1940) fue un abogado y político chileno.

## Familia y estudios
Nació en Los Andes, hijo de Nicolás de Bari Montenegro del Canto y Teresa Onel Font.
Se casó con Ana Baltra.
Estudió humanidades en el Liceo de San Felipe y en la Universidad de Chile cursó Leyes, donde obtuvo su título de abogado en mayo de 1895.
Entre otras actividades, fue delegado en Santiago por la Asociación de Productores de Salitre de Chile ante el Gobierno, en 1936; creador del Premio Montenegro, que otorga la Facultad de Derecho de la Universidad de Chile.

## Carrera política

### Parlamentario
Sus servicios a la causa del presidente José Manuel Balmaceda, sus campañas políticas en la tribuna, en el Club y en la prensa, atrajeron la atención sobre su talento del elemento directivo de su partido, el Liberal Democrático y fue llevado al Congreso por primera vez en el periodo 1903-1906, como diputado por La Laja, Nacimiento y Mulchén; fue miembro de la Comisión Permanente de Elecciones y de la de Relaciones Exteriores.
Fue reelegido diputado, por la misma zona, para el periodo 1906-1909, en donde integró la Comisión Permanente de Relaciones Exteriores; y para el periodo siguiente, 1909-1912, por la misma zona, continuando en la Comisión Permanente de Relaciones Exteriores, pero como diputado reemplazante de ella. En la Cámara tomó participación activa en los debates de alto interés público, contribuyendo con su iniciativa, una veces, y, con la fundación de su voto, otras, al despacho de las leyes primordialmente llamadas a beneficiar al país.
Fue elegido senador por Bío-Bío para el periodo 1912-1918; integró la Comisión Permanente de Constitución, Legislación y Justicia y la de Hacienda. 

### Ministro de Estado
El 30 de agosto de 1908, el presidente Pedro Montt lo llamó a la cartera de Hacienda, cargo que desempeñó hasta el 22 de enero de ese año y que abandonó por una de las tantas escaramuzas políticas de los partidos. En este cargo dio pruebas de su versación en los negocios del Estado, de su cultura política y de su patriotismo.
En agosto de 1911, en el gobierno del presidente Ramón Barros Luco, fue nuevamente ministro de Hacienda, hasta mayo de 1912. Durante este periodo le cupo saldar el déficit de 80.000,000 de pesos que había en esa época y que se liquidó con una ley especial; también consiguió sacar la Ley de la Caja de Emisión, y la ley que creó la Aduana de Punta Arenas que impidió el contrabando que se realizaba, al amparo de la franquicia aduanera de aquella región.
Formó parte, en 1914 más o menos, de la Junta Ejecutiva del Partido Liberal Democrático, del que fue asimismo, vicepresidente.
Posteriormente fue ministro de Estado del presidente Juan Luis Sanfuentes, en las carteras de Defensa, entre el 17 de julio de 1917 y el 12 de octubre de 1917, y de Interior, desde el 29 de marzo al 16 de junio de 1920.